# Gianluigi Colalucci
Gianluigi Colalucci (Roma, 24 dicembre 1929 – Roma, 29 marzo 2021) è stato un restauratore italiano, conosciuto per aver restaurato la Cappella Sistina in Vaticano dal 1980 al 1994.

## Biografia
Nato a Roma nel 1929 da una famiglia di avvocati, Colalucci si diplomò all'Istituto centrale per il restauro di Roma, sotto la direzione di Cesare Brandi. Lavorò per le Soprintendenze dei beni culturali della Sicilia, di Creta e di Padova.

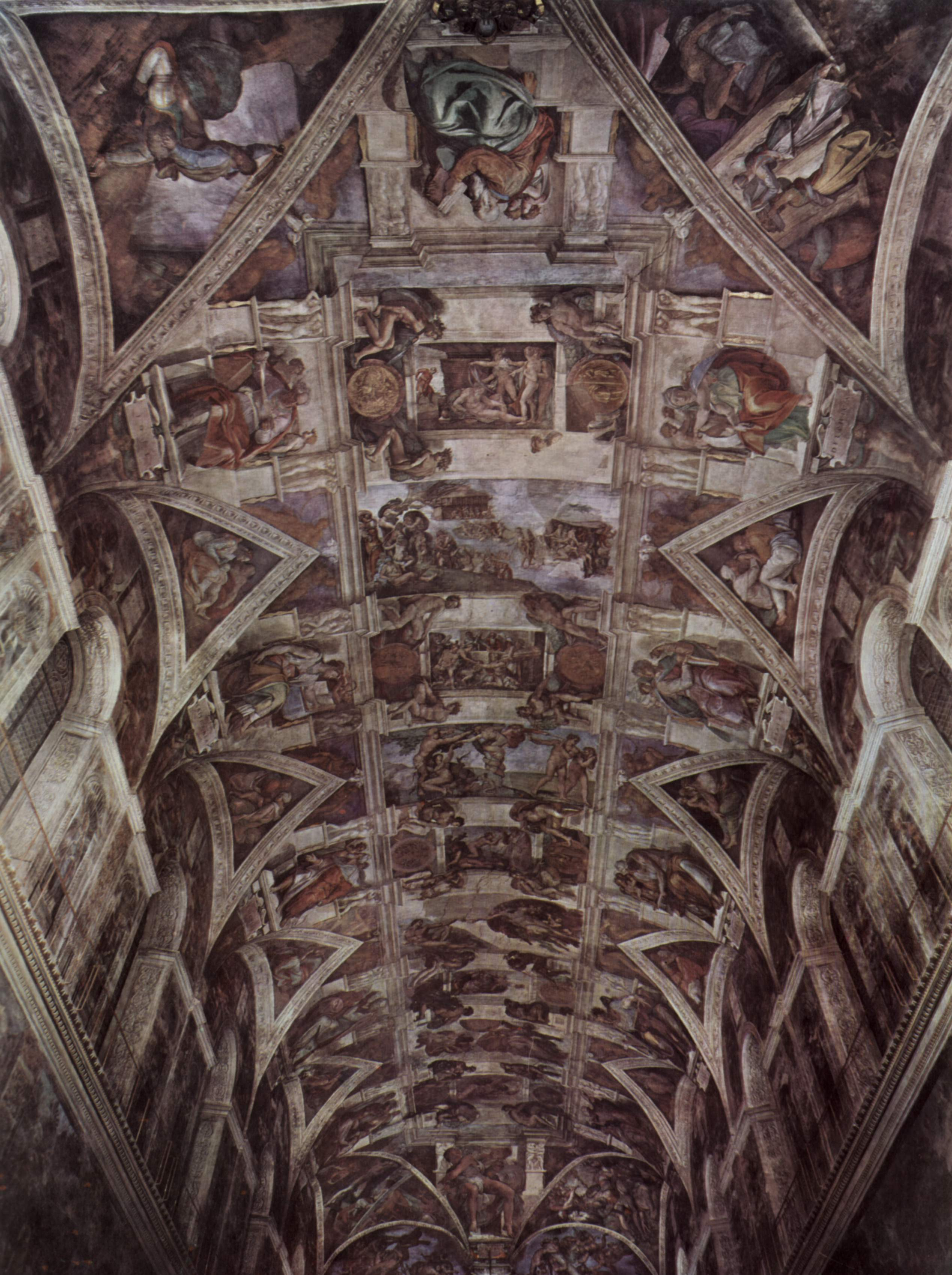
Il soffitto della Cappella Sistina prima del restauro

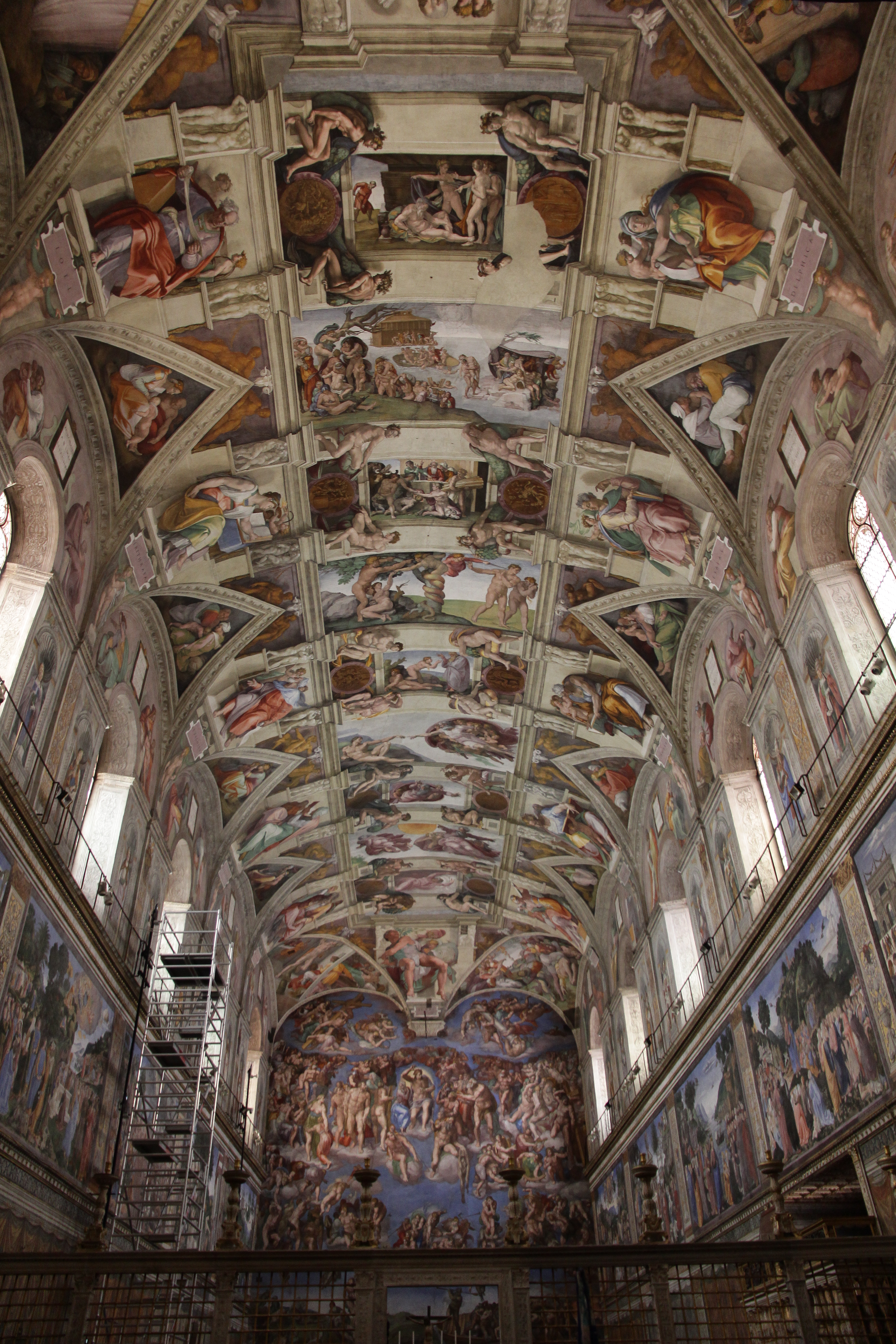
Il soffitto della Cappella Sistina dopo il restauro. In fondo è visibile Il giudizio universale di Michelangelo

La carriera di Colalucci ebbe una svolta importante quando nel 1979 egli fu nominato restauratore capo del Laboratorio Restauro Dipinti e Materiali lignei dei Musei Vaticani e poco dopo, nel 1980, nominato capo del restauro degli affreschi di Michelangelo Buonarroti nella Cappella Sistina. Guidò il restauro sino al 1994, dirigendo un team di dodici persone  e rimuovendo secoli di fumo, polvere, colla, vernici e vino che avevano offuscato la vista degli affreschi, oltre a consentire agli storici dell'arte di visitare la cappella durante questi lavori e osservare la tecnica di restauro adottata dal team. Inizialmente dovette affrontare varie critiche, dallo storico dell'arte James Beck che descrisse il restauro come una "Černobyl' artistica" ad artisti di spicco tra cui Andy Warhol, Robert Motherwell, George Segal e Robert Rauschenberg, che addirittura chiese a papa Giovanni Paolo II di sospendere i lavori.  Colalucci rispose dicendo che gli studiosi d'arte "preferivano un Michelangelo meditabondo", e a causa del restauro "c'è una generazione più giovane di storici dell'arte che aspetta solo di interpretarlo diversamente".
I lavori includevano il restauro dell'opera di Michelangelo Il Giudizio Universale e il soffitto a volta della Cappella Sistina, anch'esso dipinto da Michelangelo. Inoltre, i perizomi e le coperture dipinte sopra il lavoro iniziale per coprire la nudità furono rimossi, ripristinando parte di quella che è stata soprannominata la "campagna della foglia di fico".  Un anno prima della sua morte, in un'intervista ai Musei Vaticani, Colalucci rifletteva sul rischio del restauro, dicendo: "Se queste due pennellate si rovinano mentre stai pulendo, sei perduto. Il dipinto è perduto. Siamo tutti perduti". Ha raccontato di aver riflettuto prima di iniziare il restauro, "poi l'ho affrontato", "non mi ha tradito". 
Colalucci fu stimato, specialmente dai giovani. Appena concluso il restauro alla Sistina, fu invitato dal Liceo artistico statale di Acireale, che per ascoltarlo gli organizzò un’affollatissima conferenza nella Cattedrale della città alla presenza del Vescovo,il 26 aprile 1994.
I Musei Vaticani attribuirono l'attuale "abbagliante splendore" delle opere allo sforzo di restauro di Colalucci,  e un collaboratore del Queen's Quarterly suggerì che "ogni libro su Michelangelo dovrebbe ora essere riscritto" a causa dei colori vibranti e dei dettagli che ora sono visibili. In un necrologio del New York Times, Carmen C. Bambach, curatrice del Metropolitan Museum of Art e studiosa del Rinascimento, ha affermato: "Ha cambiato la storia dell'arte. All'improvviso c'era un nuovo Michelangelo".
Per il suo lavoro di restauro degli affreschi della Cappella Sistina, nel 1991 gli fu conferita la laurea honoris causa dalla New York University, e la stessa laurea nel 1995 dal Politecnico di Valencia. È stato consulente presso l'Università di Lleida.
Si ritirò dai Musei Vaticani nel 1995, un anno dopo la conclusione dei lavori di restauro. La televisione giapponese NTV, che finanziò in l’impresa, si riservò i diritti per le riprese di tutte le fasi del restauro (volta della Creazione e parete verticale del Giudizio Universale).
Scrisse diversi libri e articoli, oltre a insegnare, sul restauro degli affreschi. Restaurò i dipinti di Giotto nella Cappella degli Scrovegni e le opere di Raffaello, Tiziano e Buonamico Buffalmacco, tra gli altri. Dal 2009 ha collaborato come direttore tecnico dei restauri presso il Camposanto monumentale di Pisa, supervisionando lavori come il restauro del Trionfo della Morte di Buffalmacco, poi ricollocato nel suo posto originario. Fino a poco prima della sua morte, continuò a dare consigli sugli sforzi di restauro e conservazione relativi alla Cappella Sistina e alla Sala di Costantino.
Colalucci, che aveva problemi cardiaci, morì a Roma il 28 marzo 2021 all'età di 91 anni.
Dopo la morte, il 5 ottobre 2021 gli è stato assegnato un premio alla memoria dal Centro Studi Americani.

## Vita privata
Era sposato con Daniela Bartoletti Colalucci, anche lei conservatrice. Due i figli: uno ha lavorato come restauratore, l'altro è laureato in Storia dell'Arte. Solo pochi giorni prima della scomparsa, lui e la moglie  avevano effettuato una visita privata dei Musei Vaticani insieme alla direttrice del museo Barbara Jatta.

## Opere principali
- (EN) Michael Hirst e Gianluigi Colalucci, The Sistine Chapel: a glorious restoration, New York, H.N. Abrams, 1994, ISBN 978-0-8109-8176-8.
- (EN) Pierluigi Vecchi e Gianluigi Colalucci, Michelangelo: the Vatican frescoes, New York, Abbeville Press Pub, 1996, ISBN 978-0-7892-0142-3.
- (EN) Gianluigi Colalucci, Michelangelo and I: Facts, People, Surprises, Discoveries in the Restoration of the Sistine Chapel, Città del Vaticano, Edizioni Musei Vaticani 24 ORE Cultura, 2016, ISBN 978-8866483212.
- (EN) Loren Partridge e Gianluigi Colalucci, Michelangelo - the Last Judgment: a glorious restoration, New York, Abradale Press/Harry N. Abrams, 2000, ISBN 978-0-8109-8190-4.